# 球溪河
球溪河，古称龙水，是沱江的一条支流。发源于中国四川省眉山市仁寿县的龙泉山，主要流经今四川省的仁寿县，资阳市雁江区，资中县，至资中县顺河乡大河口汇入沱江。球溪河全长142公里，流域面积1044.17平方公里。球溪河盛产的鲶鱼又称球溪鲶鱼，其已成为川菜的一块特色招牌菜。